# 지울리아 비
줄리아 비(Giulia Be, 1999년 8월 13일 ~ )는 브라질의 싱어송라이터이다.

## 음반 목록

### 정규 음반
- Disco Voador (2022)

### EP
- Solta (2020)